# Sara Cox
Sara Louise Cox (Broadclyst, 1990) è un'arbitra di rugby a 15 appartenente alla federazione inglese.
Internazionale dal 2015, è professionista dal 2016 e ha diretto in due edizioni della Coppa del Mondo femminile nonché, nella variante a sette, in due edizioni consecutive dei giochi olimpici.
Per il suo contributo al rugby è insignita dal 2023 dell'onorificenza di Membro dell'Ordine dell'Impero Britannico.

## Biografia
Originaria di Broadclyst, nel Devon, e cresciuta a Exeter, Sara Cox fu in gioventù una promessa del rugby che ebbe anche dei provini con la nazionale inglese U-21, prima che a diciassette anni un infortunio la inducesse ad abbandonare precocemente l'attività agonistica e a intraprendere il corso da arbitro; dopo gli studi si impiegò nel settore del trattamento dei rifiuti.
A febbraio 2015 debuttò a Firenze a livello internazionale dirigendo l'incontro del Sei Nazioni femminile tra Italia e Irlanda, e l'anno successivo divenne il primo arbitro inglese, e la prima arbitra in assoluto nel mondo, a ottenere lo status di professionista.
Nel corso di quello stesso anno, rappresentò la Gran Bretagna come arbitra nel torneo olimpico di rugby a sette di Rio de Janeiro.
A febbraio 2017 Sara Cox divenne la prima donna a dirigere in National League 1, la terza divisione maschile e, a seguire, designata nel panel di ufficiali di gara in European Rugby Challenge Cup; in ambito internazionale fu designata tra gli arbitri alla Coppa del Mondo 2017 in Irlanda; nel 2018 diresse un incontro maschile di RFU Championship tra Cornish Pirates e Doncaster Knights.
A fine 2018 World Rugby designò Sara Cox come assistente arbitrale negli incontri maschili del torneo di ripescaggio per la qualificazione alla Coppa del Mondo 2019 tra Hong Kong e Germania e tra quest'ultima e il Kenya; nel 2021 fu nuovamente alle Olimpiadi in rappresentanza del comitato olimpico britannico e fu designata arbitro della finale per l'oro femminile del rugby a 7 tra Nuova Zelanda e Francia; a seguire diresse il suo primo incontro di Premiership allo Stoop di Londra tra Harlequins e Worcester.
Designata come direttrice di gara alla Coppa del Mondo di rugby femminile 2021 in Nuova Zelanda (posticipata di un anno per via della pandemia di COVID-19), in tale competizione le fu affidata la gara per il terzo posto tra Canada e Francia, non essendo selezionabile per la finale che vedeva impegnata l'Inghilterra.
In occasione delle onorificenze emesse per il compleanno del sovrano, Sara Cox ha ricevuto nel 2023 la gratifica di Membro dell'Ordine dell'Impero Britannico (MBE) per il suo contributo al rugby.